# Fotie I al Constantinopolului
Photius (n. 827 d.Hr., Constantinopol, Imperiul Roman de Răsărit – d. secolul al IX-lea d.Hr., Armenia), cunoscut și sub numele de Fotie, Fotiu sau Fotios, a fost un important teolog și filosof bizantin, părintele curentului umanist din Bizanț, unul din precursorii organizării Universității de stat din Constantinopol. Ortografia consacrată a numelui în colecția lui Migne este "Photius" . Fotie I este considerat ca cel mai influent patriarh al Constantinopolului din punct de vedere doctrinar, după Ioan Gură de Aur (Ioan Chrysostom 345 - 407 e.Hr.). Fotie a fost patriarh al Constantinopolului în anii 858-867 și 877-886 și a fost canonizat de Biserica Ortodoxă.
Geniu universal, a deținut și calitatea de profesor, având o reputație extraordinară. Legendele spun că la cursurile sale veneau studenți din Egipt, Babilonia, Persia, și chiar din Occidentul latin. Alături de Leon al VI-lea Filozoful, a fost profesor de dialectică al Sf. Chiril, apostolul slavilor. De altfel, Fotie s-a implicat cu fervoare în susținerea misionarismului ortodox în rândul popoarelor slave și a contribuit la schimbul bisericesc dintre Roma și Constantinopol.
În 863, din încredințarea împăratului Mihail al III-lea și a patriarhului Photius, frații Chiril și Metodiu, originari din regiunea Salonic, s-au dus în Moravia. Fiind familiari cu dialectul slav vorbit acolo, au început în Moravia o acțiune sistematică de convertire a slavilor la creștinism, care s-a prelungit timp de cîțiva ani.

## Idei filosofice
În filosofie, principala sa preocupare au fost logica și dialectica, având o predispoziție spre opera lui Aristotel. 
Amfilohia, compusă în decursul primilui exil din anii 867 - 877 și dedicată favoritului său discipol Amfilohie din Cizic, este o compilație de întrebări și răspunsuri pe teme biblice, teologice și filizofice. În cadrul celor 324 de întrebări și răspunsuri, Fotie discută, între altele, argumentele contrare cu privire la natura genurilor și speciilor. Astfel, avem de-a face cu o importantă implicare, din secolul IX, în problema universaliilor. Fotie susține o poziție intermediară (de tipul celei exprimate de Boethius), conform căreia genurile și speciile au un conținut real dar necorporal, indică esența subiecților însă nu desemnează.

## Gândirea teologică
În teologie, Fotie a fost loial părinților de la primele sinoade ecumenice.
Se opune utilizării formulei Filioque în Crez.
Erudiția și autoritatea sa va fi invocată de către antipalamiții din secolul al XIV-lea împotriva deosebirii între ființă și energie, susținută de Grigore Palama.

## Opera
Principalele lucrări ale lui Fotie sunt:
- Lexiconul, o enciclopedie-compilație conținând în jur de 8000 de articole
- Biblioteca sau 'Myriobiblon", este un rezumat cu citate a 279 de lucrări studiate de Fotie, alcătuită la cererea fratelui său Tarasius. Myriobiblon-ul este bazat pe autori clasici care tratează, între altele, istoria, filozofia și teologia. Datorită acestei lucrări s-au păstrat conspecte ale multor texte bizantine pierdute.[4] În prezent, există o traduce prescurtată în română Myriobiblon-ului [5]. Myriobiblon- ul complet a fost tradus în franceză de René Henry și publicat la Paris, Editura "Les Belles Lettres", 1959-1991.
- Mistagogia Duhului Sfânt, o lucrare dogmatică dedicată problemei lui Filioque,în care se opune introducerii formulei Filioque în Crez.
- Amfilohia, o lucrare complexă pe 324 de teme în care Fotie discută diferite probleme despre Biblie, teologie, filosofia lui Aristotel și a lui Platon, probleme lingvistice, despre calende, despre piatra magnetică, despre categorii și raționamente, despre aporii, gen și specie.

## Lucrări academice despre Fotie în limba română
- Lucaciu V., Istoria lui Fotiu Patriarhul Constantinopolului, urzitorul schismei cerești, (Baia Mare: Tipografia lui Michail Molnar, 1892) (prelucrată după preotul I. Jager)
- Georgescu G., Fotiu și activitatea lui ierarchică față de Episcopul Romei teză pentru licență, (București: Carol Göbl, 1895)